# Osice (Czechy)

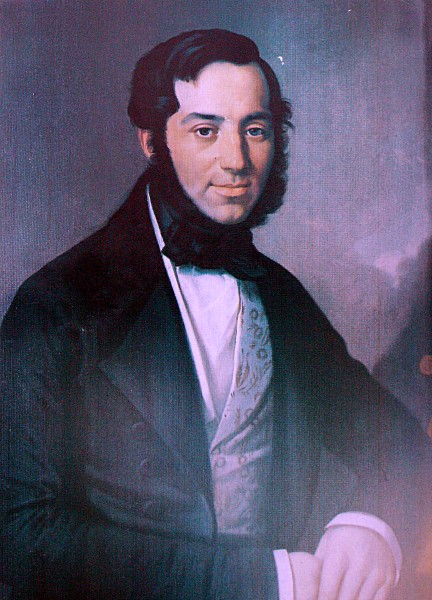
František Škroup

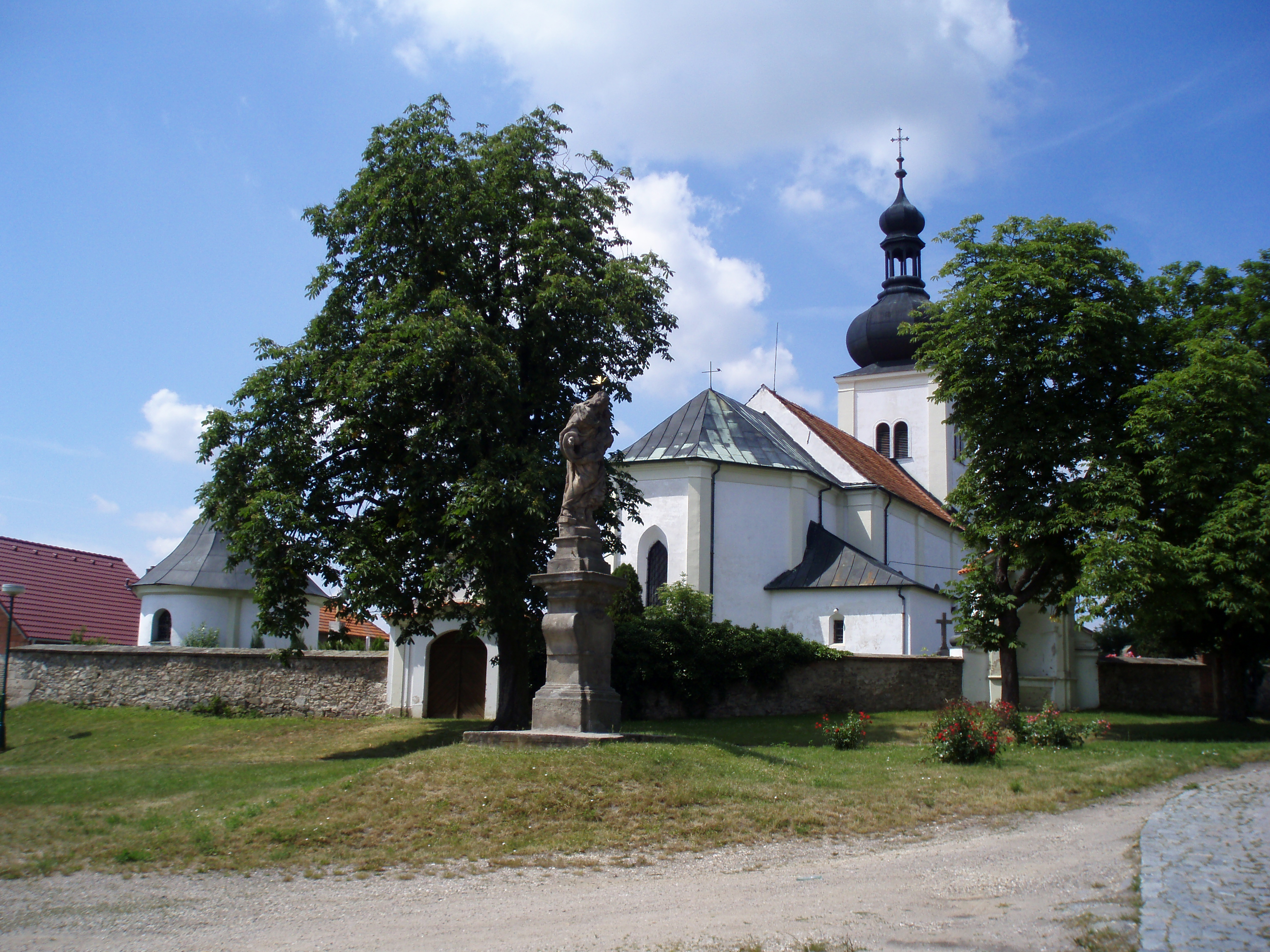
Kościół Nawiedzenia NMP

Osice – wieś w Czechach Wschodnich, która się znajduje w południowej części powiatu Hradec Králové, w rejonie tzw. Bruzdy Urbanickiej.

## Historia
Pierwsza wzmianka o wsi pochodzi z 1073 r., a tutejsza okolica była zaludniona już w neolicie.
W 1086 r. część wsi w majątku klasztoru w Opatovicach nad Labem. W 1421 przeszła do państwa Kunětická hora, a cztery lata później miejscową twierdzę oblegało z niepowodzeniem wojsko hradeckie i Bohuslav ze Švamberka.
W 1436 r. wieś znajdowała się w majątku Divisza Borzeka z Miletínka, w 1491 r. Viléma z Pernštejna i do 1949 r. była częścią państwa (powiatu) pardubickiego.
Urodził się tu František Škroup, czeski kompozytor i autor hymnu Kde domov můj.

## Zabytki
- Kościół Nawiedzenia NMP z 1701 r. (na miejscu gotyckiego, który był po pierwszy raz wzmiankowany w 1352 r.)
- Plebania barokowa
- Pomnik F. Škroupa z 1964 r.
- Dom F. Škroupa z 1928 r. (dzisiaj niemal w gruzach)
- Pomnik ofiar I wojny światowej
- Różne rzeźby religijne
- Tradycyjna zabytkowa architektura wiejska
- Znane źródło wody do picia blisko centrum wsi